# Doumaintang
Doumaintang est une commune du Cameroun située dans la région de l'Est et le département du Haut-Nyong.

## Population
Lors du recensement de 2005, la commune comptait 7 956 habitants, dont 591 pour Doumaintang proprement dit

## Structure administrative de la commune
Outre Doumaintang proprement dit, la commune comprend les localités suivantes :
- Baditoum
- Badouma I
- Bakoumbiam
- Balengue
- Bamekok
- Djende I
- Kabili
- Kongsimbang
- Kouambang I
- Mbaguempal
- Mbame
- Mbanghakou
- Mendjime
- Menyangoua
- Ngandame
- Ngodomou
- Ngomdouma
- Oulbiam
- Ouldik
- Sallé
- Seguelendom